# Il diritto di opporsi
Il diritto di opporsi (Just Mercy) è un film del 2019 diretto da Destin Daniel Cretton.
Ispirata a fatti realmente accaduti, la pellicola ripercorre gli eventi legati al processo a Walter McMillian, uomo ingiustamente condannato alla pena di morte per l'omicidio della giovane Ronda Morrison, soccorso dall'avvocato difensore Bryan Stevenson.

## Trama
1987. Il boscaiolo afroamericano Walter McMillian viene arrestato dallo sceriffo Tom Tate con l'accusa di essere Johnny D., pseudonimo affibbiato all'omicida della diciottenne caucasica Ronda Morrison, uccisa un anno prima. Nel frattempo il giovane Bryan Stevenson, ancora tirocinante in legge presso l'università di Harvard, fa visita ad un afroamericano condannato alla pena capitale per comunicargli che la data della sua sentenza di morte non verrà fissata per almeno un anno, constatando così di persona quanto la notizia lo sollevi e quanto pesante sia l'ingiustizia legata alla discriminazione razziale.
1989. Stevenson è da poco divenuto avvocato: nonostante diverse offerte di lavoro nella sua terra natale, l'uomo decide di trasferirsi nello stato dell'Alabama, dove ha intenzione di avviare uno studio legale pro bono assieme all'amica e dipendente Eva Ansley. I due si rendono ben presto conto che la popolazione locale non è ben disposta verso di loro, non vedendo di buon occhio due persone disposte a prendere le difese di chi, condannato alla pena di morte, non ha i mezzi per difendersi dalle accuse.
Dopo aver improvvisato uno studio presso il domicilio della famiglia Ansley, Stevenson fa visita ad alcuni prigionieri, tra cui Herbert Richardson, veterano afroamericano della guerra del Vietnam condannato per l'omicidio di una donna a causa dello scoppio di una bomba da lui progettata, Anthony Ray Hilton, afroamericano erroneamente identificato come il responsabile di tre rapine, due omicidi ed un'aggressione a mano armata, e lo stesso McMillian, il quale si dimostra essere l'unico diffidente nei confronti di Stevenson, dopo essere già rimasto disilluso da diversi altri avvocati.
Stevenson fa così visita alla famiglia McMillian, dimostrando il proprio interesse nei confronti dell'imputato e comunicando loro che l'accusa di omicidio gravante sull'uomo dipende in realtà da una singola testimonianza, riportata dal pregiudicato Ralph Myers, all'epoca coinvolto in un altro caso. Alcuni famigliari e amici di McMillian forniscono le proprie testimonianze a sostegno dell'alibi dell'imputato, e a loro si aggiunge il giovane Darnell, che afferma come il secondo testimone, che corroborava l'accusa, fosse in sua compagnia al momento dell'omicidio. Questo avrebbe permesso la revisione del processo, poiché in Alabama è infatti necessario un secondo testimone per convalidare l'accusa del primo.
Successive indagini condotte da Stevenson e Ansley mettono in luce il fatto che Myers fornì falsa testimonianza per ottenere uno sconto sulla propria pena, passata infatti dalla condanna a morte a trent'anni di detenzione. Dopo aver fornito la testimonianza controfirmata di Darnell alle autorità, Stevenson ed Ansley devono affrontare i pregiudizi della comunità, con una telefonata anonima che minaccia di far esplodere l'abitazione: i due acquistano così un piccolo ufficio, dando vita all'Equal Justice Initiative, che comincia pian piano a prendere forma.
Nel frattempo l'avvocato scopre che Darnell è stato arrestato con l'accusa di falsa testimonianza: Stevenson accusa i responsabili dell'accaduto, ovvero lo sceriffo Tate ed il procuratore Tommy Chapman, di intralcio alla giustizia, ottenendo il decadimento dell'accusa su Darnell. L'avvocato scopre tuttavia che il giudice ha respinto la sua prima richiesta di ricorso, in aggiunta alla decisione di Darnell di ritirare la propria testimonianza a causa delle continue intimidazioni ricevute. Pur essendo stato braccato e intimidito nel cuore della notte da due agenti della polizia, Stevenson si decide a far visita a Myers in carcere, nel vano tentativo di estorcergli una confessione sulla sua passata testimonianza, trovando tuttavia la resistenza dell'uomo. Successivamente l'avvocato rinviene, grazie alla complicità di un'archivista del dipartimento di polizia, la registrazione di uno dei primi interrogatori di Myers, che dice allo sceriffo Tate di non essere a conoscenza di alcuna informazione sull'identità di Johnny D.
Nel frattempo, Herbert viene definitivamente condannato alla pena capitale, sebbene Stevenson avesse tentato di far presente che l'uomo soffrisse di disturbo da stress post-traumatico: l'uomo muore sulla sedia elettrica, tra il canto di solidarietà degli altri prigionieri e la sofferenza di Stevenson. Quest'ultimo si decide a incontrare nuovamente Myers, incalzandolo il più possibile su quanto da lui scoperto: il carcerato rivela così che Tate aveva esercitato su di lui della pressione psicologica facendolo detenere nel braccio della morte al fine di costringerlo a fornire una falsa testimonianza sull'identità di Johnny D. L'avvocato riesce così a ottenere un nuovo processo per McMillian, durante il quale ottiene l'ammissione pubblica da parte di Myers della sua precedente falsa testimonianza, oltre a mettere in luce le numerose discrepanze tra quest'ultima e la realtà dei fatti, grazie al supporto di numerosi testimoni, sia afroamericani sia caucasici. Stevenson, McMillian e la famiglia di quest'ultimo gioiscono di fronte alle prove schiaccianti addotte dall'avvocato, speranzosi per la sua futura assoluzione.
A sorpresa, un mese dopo il giudice taccia per mendaci le dichiarazioni fatte da Myers nel corso dell'ultimo processo, riconfermando la condanna alla pena capitale di McMillian. Risoluto a fare luce sul caso, Stevenson si rivolge dapprima alla Corte suprema dell'Alabama per richiedere che la sentenza venga riesaminata, quindi al programma televisivo 60 Minutes, che conduce un'inchiesta al fine di convincere l'opinione pubblica, precedentemente schierata contro McMillian, dell'innocenza dell'imputato e della malafede del procuratore Chapman. La Corte suprema annulla la sentenza emessa durante il primo ricorso, consentendo così a McMillian di sostenere un nuovo processo: Chapman richiede tuttavia un rinvio del giudizio per poter portare avanti le indagini della polizia, e Stevenson, subodorando un possibile tentativo da parte del procuratore di incastrare nuovamente McMillian, decide di fronteggiarlo, chiedendogli di lasciare da parte i propri pregiudizi. Il procuratore dichiara di non poter lasciare il caso irrisolto, ma Stevenson non desiste, e gli chiede di unirsi alla sua richiesta di far cadere tutte le accuse pendenti su McMillian.
Al nuovo processo, Stevenson chiede al giudice di far cadere ogni accusa a carico dell'imputato, venendo inaspettatamente sostenuto da Chapman. Il giudice dichiara così completamente assolto McMillian, che può quindi abbandonare il braccio della morte tra il giubilo dei suoi compagni, ricongiungendosi con la sua famiglia dopo anni. Stevenson e McMillian tengono infine un discorso congiunto sulla pena di morte di fronte al Senato. Nell'epilogo viene raccontata la sorte dei civili coinvolti nella vicenda: Bryan Stevenson ed Eva Ansley hanno mantenuto vivo l'Equal Justice Initiative, sottraendo 183 persone da ingiuste condanne alla pena capitale; l'avvocato ha inoltre mantenuta viva la sua amicizia con McMillian, morto nel 2013 dopo aver speso il resto della sua vita con la propria famiglia; nel 2015 Anthony Ray Hilton è stato scarcerato dopo quasi trent'anni di attesa, grazie alle incongruenze sui responsi della balistica; lo sceriffo Tate ha mantenuto il proprio incarico ininterrottamente fino al 2019, anno del suo pensionamento; il responsabile della morte di Ronda Morrison non è mai stato scoperto, pur essendo stato identificato come caucasico.

## Promozione
Il trailer è stato pubblicato il 4 settembre 2019.

## Distribuzione
È stato presentato in anteprima mondiale al Toronto International Film Festival il 6 settembre 2019 e distribuito nelle sale statunitensi dal 25 dicembre 2019 da Warner Bros.
In Italia il film è uscito il 30 gennaio 2020.

## Accoglienza

### Incassi
A fronte di un budget di circa 25 milioni di dollari, il film ha incassato 36 milioni negli Stati Uniti e altri 14.4 milioni nel resto del mondo, per un incasso globale di circa 50.4 milioni di dollari.
In Italia, nel fine settimana di esordio, il film ha incassato quasi 550.000 euro e si è piazzato al sesto posto del botteghino. Mantiene la stessa posizione anche nel fine settimana seguente, incassando però meno di 350.000 euro. Nel terzo, invece, il film scende al decimo posto con un incasso poco più superiore ai 100.000 euro. Conclude a 1.3 milioni di euro di incasso solo in Italia.
Negli Stati Uniti il film debutta con 10 milioni di dollari nel primo weekend (di cui 3,7 milioni nel primo giorno) concludendo al quarto posto del botteghino. Quello seguente raggiunge i 5,8 milioni di dollari e, solo durante la giornata dedicata a Martin Luther King fissata per il 20 gennaio, altri 7,5 milioni.

### Critica
Sull'aggregatore di recensioni online Rotten Tomatoes, il film detiene una percentuale di gradimento da parte della critica dell'83% sulla base di 251 recensioni professionali. Metacritic ha assegnato un punteggio di 68 su 100, basato su 48 recensioni da parte della critica.

## Riconoscimenti
- 2020 - Screen Actors Guild Award[6]
  - Candidatura per il miglior attore non protagonista cinematografico a Jamie Foxx